# Agrostis spicaeformis
Agrostis spicaeformis é uma espécie de gramínea do gênero Agrostis, pertencente à família Poaceae.